# Max Eduard Giese
Max Eduard Giese (* 5. Juli 1867 in Düsseldorf; † 9. Juli 1916 in Pasing bei München) war ein deutscher Landschafts- und Vedutenmaler der Düsseldorfer Schule.

## Leben
Giese wurde als erster Sohn des Architekten Ernst Giese und seiner Frau Gertrud, geb. Barteldes, in Düsseldorf geboren. Dorthin war Ernst Giese mit seiner Frau gezogen, nachdem er 1866 einen Ruf als Professor für Baukunst von der Kunstakademie Düsseldorf erhalten hatte. In der Folgezeit nahm der Vater neben seiner Lehrtätigkeit an Wettbewerben um bedeutende Bauten für die wirtschaftlich boomende Stadt am Rhein teil. 1867 gewann er den Auftrag zum Bau des Stadttheaters Düsseldorf. 1871 wurde der zweite Sohn Friedrich geboren. 1872 zogen die Gieses zurück nach Dresden, wo der Vater zunächst mit dem Architekten Friedrich O. Hartmann, dann mit dem Architekten Paul Weidner Büropartnerschaften einging.
Max Eduard Giese studierte Malerei an der Kunstakademie Düsseldorf. Sein wichtigster Lehrer war dort der dem Naturalismus anhängende Landschaftsmaler Eugen Dücker, in dessen Klasse er sich von 1887 bis 1889 aufhielt. Dann zog es ihn nach München, wo er Schüler von Ludwig Dill war. Anschließend ließ er sich in Dresden als freischaffender Maler nieder. Dort heiratete er 1897 Martha Schmook (1860–1923), eine aus Breslau gebürtige Malerin, die 1882 zu den Gründerinnen des Münchner Künstlerinnenvereins gehört hatte, 1899 den Sohn Ernst gebar und 1915 Vorsitzende des 1908 gegründeten Bundes Deutscher und Österreichischer Künstlerinnenvereine war. Im Jahr 1900 zogen sie in den Raum München, wo er mit seiner Familie und seiner Schwägerin, der Malerin Elisabeth Schmook, zusammenlebte und 1916 verstarb.
Giese arbeitete mit Öl- und Wasserfarben und fertigte Gouache-, Pastell-, Kohle-, Feder- und Bleistiftzeichnungen, die er auf verschiedenen Ausstellungen präsentierte, seit etwa 1890 im Glaspalast München, auf der Großen Berliner Kunstausstellung, 1892 auf der Dresdner Aquarellausstellung, 1894 im Künstlerhaus Wien, 1899 auf der Dresdner Deutschen Kunstausstellung, in der Ausstellung der Berliner Secession und 1902 in der Breslauer Aquarellausstellung der Galerie Lichtenberg, wo auch Bilder seiner Frau ausgestellt waren. 1903 schloss sich Giese mit 42 weiteren Malern in München zur „Vereinigung von sächsischen Künstlern“ zusammen, nachdem es bei der Beschickung der Sächsischen Kunstausstellung Dresden 1903 wegen knapper Ausstellungsflächen zu einer Zurückweisung auswärtiger Sachsen gekommen war. 1904 gründete Giese zusammen mit Carl Strathmann, René Reinicke, Hans Beat Wieland, Wilhelm Jakob Hertling, Hugo Kreyssig, Josua von Gietl, Rudolf Köselitz, Paul Leuteritz, Hans Gabriel Jentzsch, Friedrich von Hellingrath und Karl Itschner den „Verein Münchener Aquarellisten“. Ausweislich seiner Landschaftsmotive, die er oft in wasserreichen Gegenden fand, hatte er Studienreisen an den Rhein, nach Holland und die Seeküsten, in den Spreewald und nach Österreich, später in die Maingegend, wohl auch nach Norditalien und vor allem in die Münchener Umgebung unternommen.

## Werke (Auswahl)

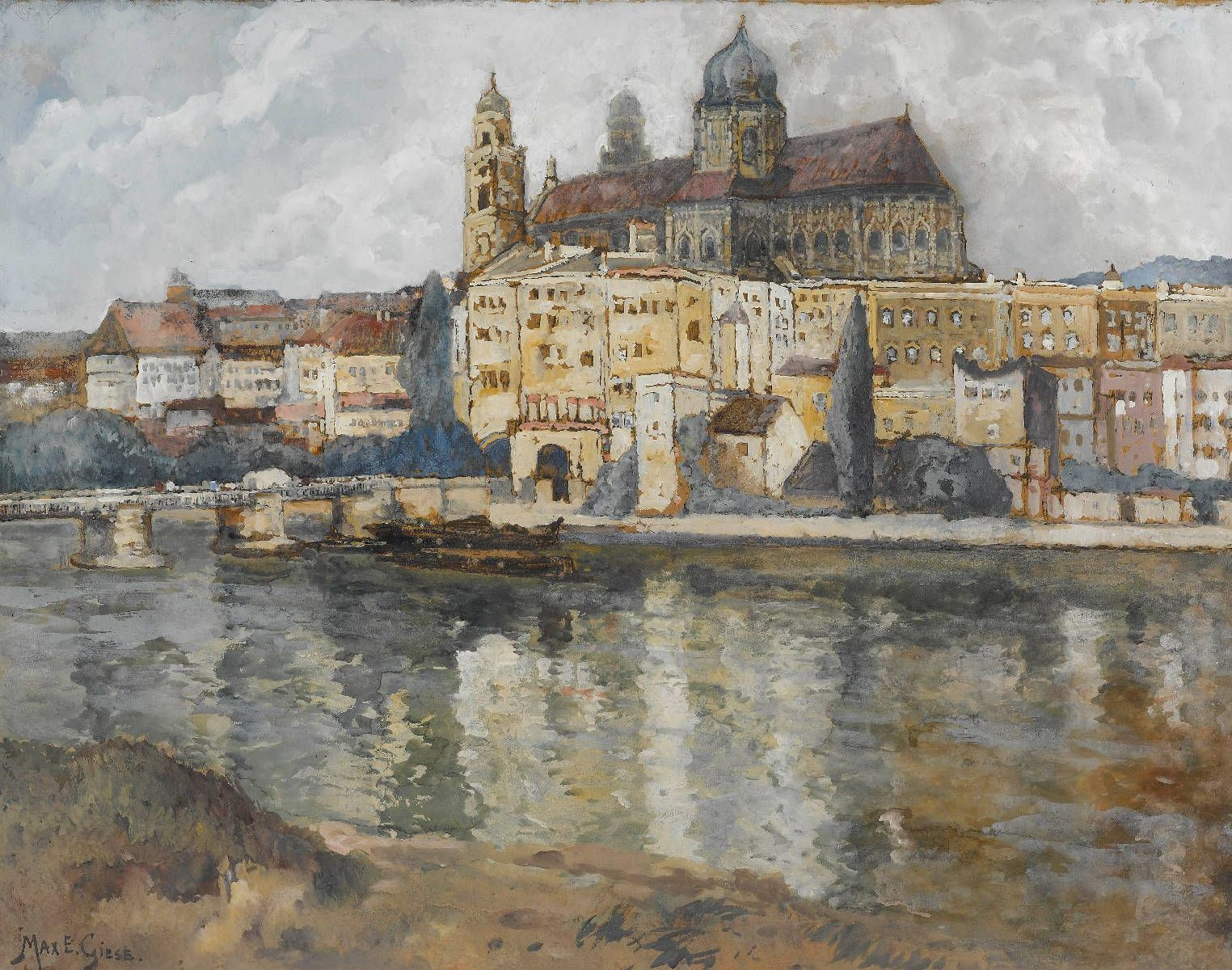
Blick auf den Stephansdom in Passau, Aquarell

- Löwenbrunnen Wimpfen am Neckar, Öl auf Leinwand, um 1900/1910.

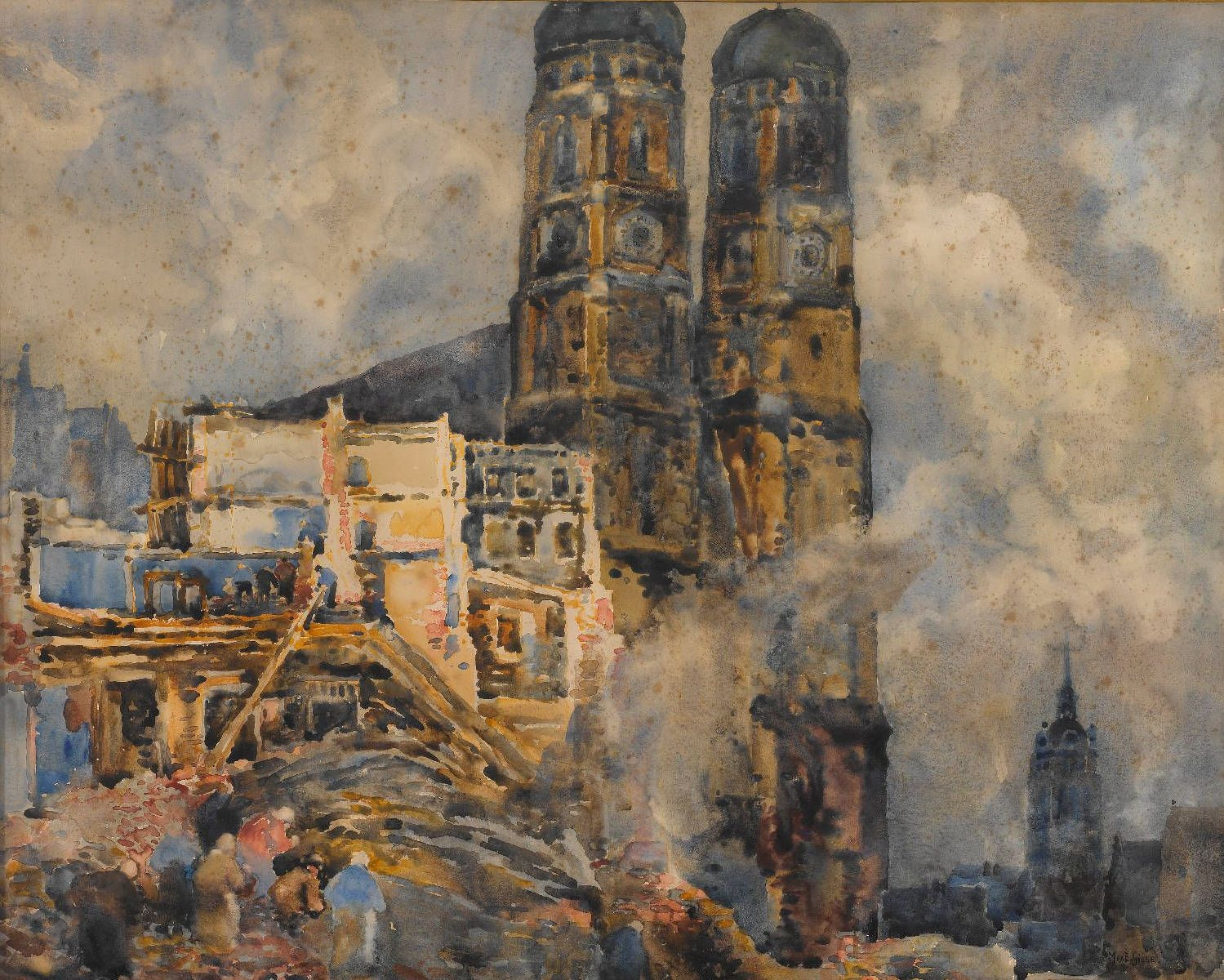
Der Abbruch des Augustinerstocks in München mit Blick auf die Frauenkirche, Aquarell

- Schäfer im verschneiten Dachauer Moos, Öl auf Leinwand, 1903
- Am Ladeplatz, Ölgemälde, 1904
- Ansicht von Wollin, Kohlezeichnung, 1907
- Kleinhesseloher See im Englischen Garten München, Kohlezeichnung, 1911
- Der Abbruch des Augustinerstocks in München mit Blick auf die Frauenkirche, Aquarell
- Blick auf den Stephansdom in Passau, Aquarell